# Donja Tramošnica
Donja Tramošnica je naseljeno mjesto, entitetskom linijom podijeljeno između općine Pelagićevo, Republika Srpska i općine Gradačac, Federacija Bosne i Hercegovine, BiH.

## Povijest
Donja Tramošnica se do rata nalazila u sastavu Općine Gradačac.

## Poznate osobe
- fra Zdravko Dadić, rkt. svećenik, provincijal franjevačke provincije sv. Križa Bosne Srebrene
- mons. Mato Zovkić, rkt. svećenik, generalni vikar Vrhbosanske biskupije, jedan od od najvećih teologa današnjice na hrvatskim domovinskim prostorima

## Stanovništvo
| Donja Tramošnica   |                |                |                |
| godina popisa      | 1991.          | 1981.          | 1971.          |
| Hrvati             | 1.703 (97,14%) | 1.758 (95,59%) | 1.581 (97,11%) |
| Srbi               | 15 (0,85%)     | 16 (0,87%)     | 25 (1,53%)     |
| Muslimani          | 2 (0,11%)      | 2 (0,10%)      | 4 (0,24%)      |
| Jugoslaveni        | 12 (0,68%)     | 55 (2,99%)     | 3 (0,18%)      |
| ostali i nepoznato | 21 (1,19%)     | 8 (0,43%)      | 15 (0,92%)     |
| ukupno             | 1.753          | 1.839          | 1.628          |